# Лубарес (Канталь)
Лубаре́с (фр. и окс. Loubaresse) — коммуна во Франции, находится в регионе Овернь. Департамент — Канталь. Входит в состав кантона Рюин-ан-Маржерид. Округ коммуны — Сен-Флур.
Код INSEE коммуны — 15108.

## География
Коммуна расположена приблизительно в 450 км к югу от Парижа, в 95 км южнее Клермон-Феррана, в 65 км к востоку от Орийака.

## Население
Население коммуны на 2008 год составляло 409 человек.
| 1962 | 1968 | 1975 | 1982 | 1990 | 1999 | 2008 |
| ---- | ---- | ---- | ---- | ---- | ---- | ---- |
| 620  | 624  | 543  | 443  | 418  | 434  | 409  |

## Экономика
В 2007 году среди 235 человек в трудоспособном возрасте (15—64 лет) 179 были экономически активными, 56 — неактивными (показатель активности — 76,2 %, в 1999 году было 64,6 %). Из 179 активных работали 158 человек (92 мужчины и 66 женщин), безработных было 21 (7 мужчин и 14 женщин). Среди 56 неактивных 16 человек были учениками или студентами, 17 — пенсионерами, 23 были неактивными по другим причинам.

## Достопримечательности
- Ферма Торрет (XVII век). Памятник истории с 2003 года[3]
- Виадук Гараби (1880 год). Памятник истории с 1965 года[4]
- Ферма Аллегр (1788 год). Памятник истории с 1987 года[5]
- Замок Помпиньяк (1342 год). Памятник истории с 1941 года[6]
- Замок Лонжвиаль (XVIII век). Памятник истории с 1986 года[7]

## Фотогалерея

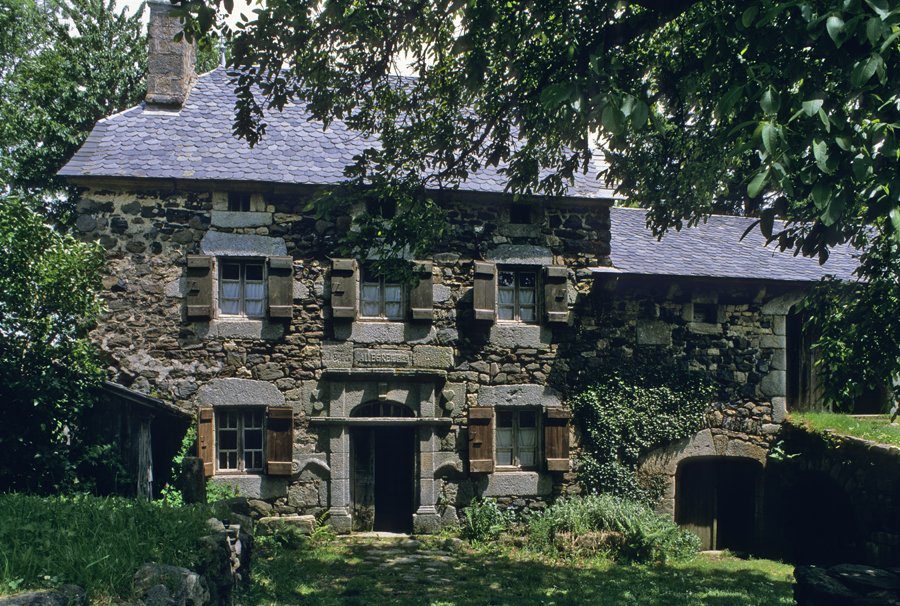
Ферма Аллегр
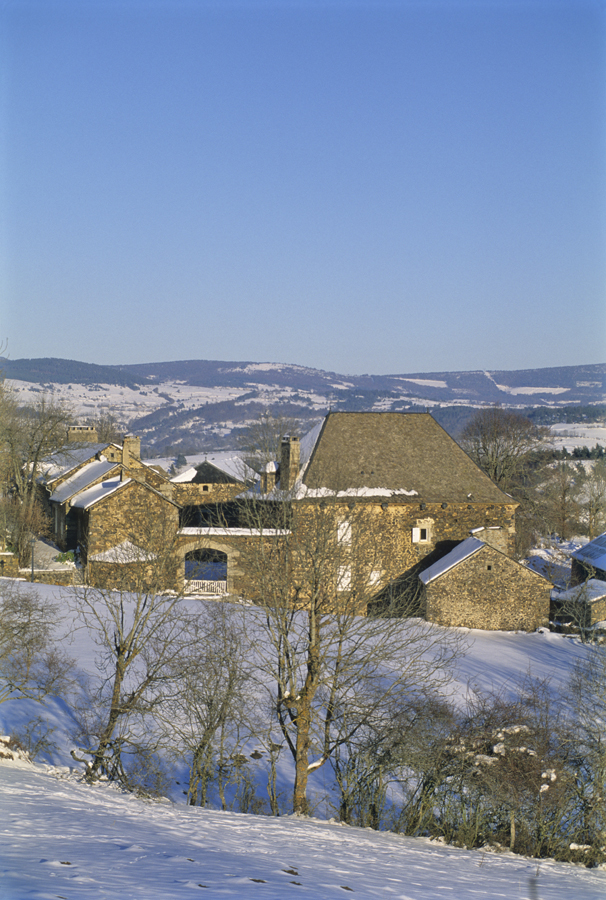
Ферма Торрет
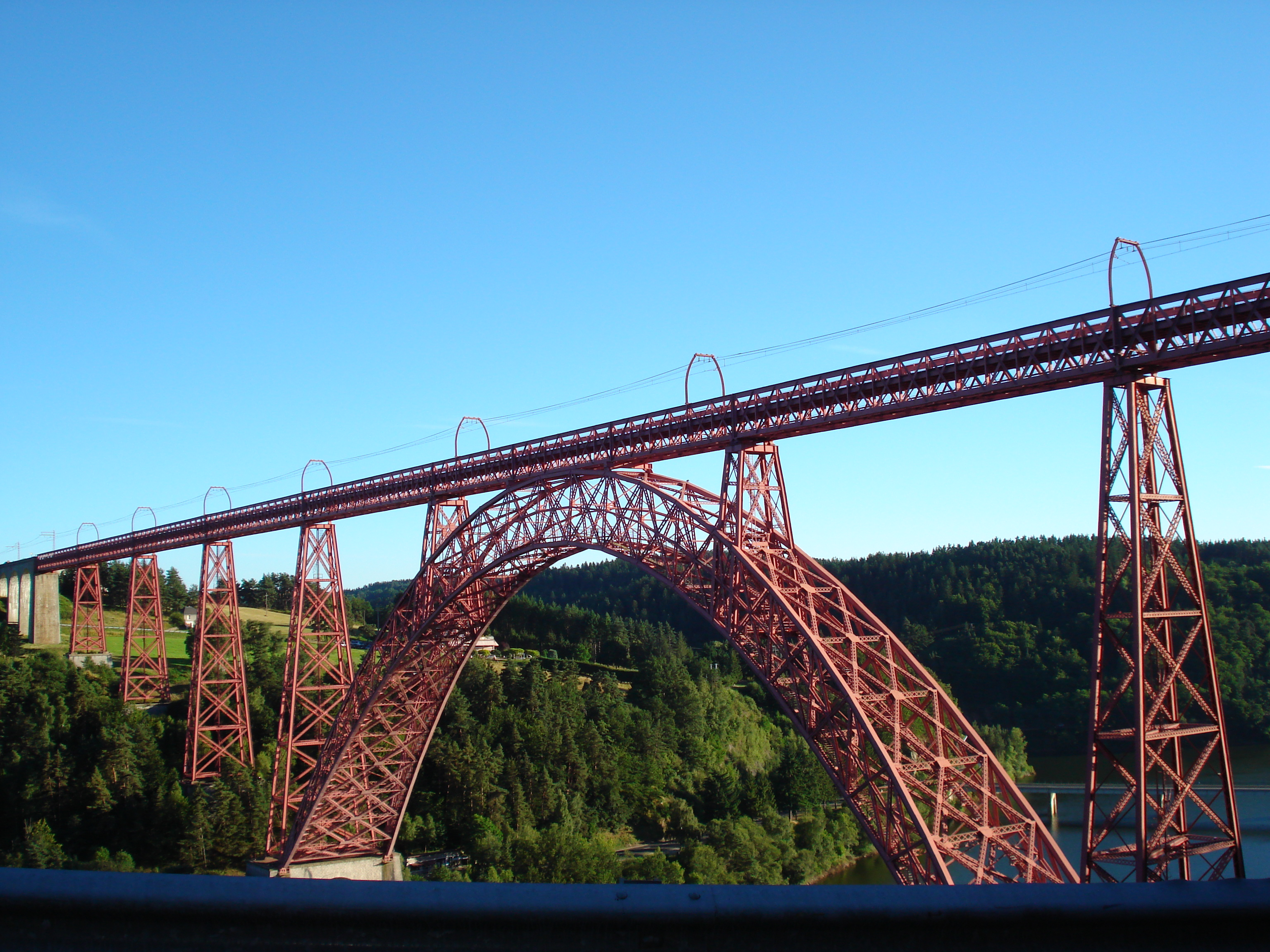
Виадук Гараби
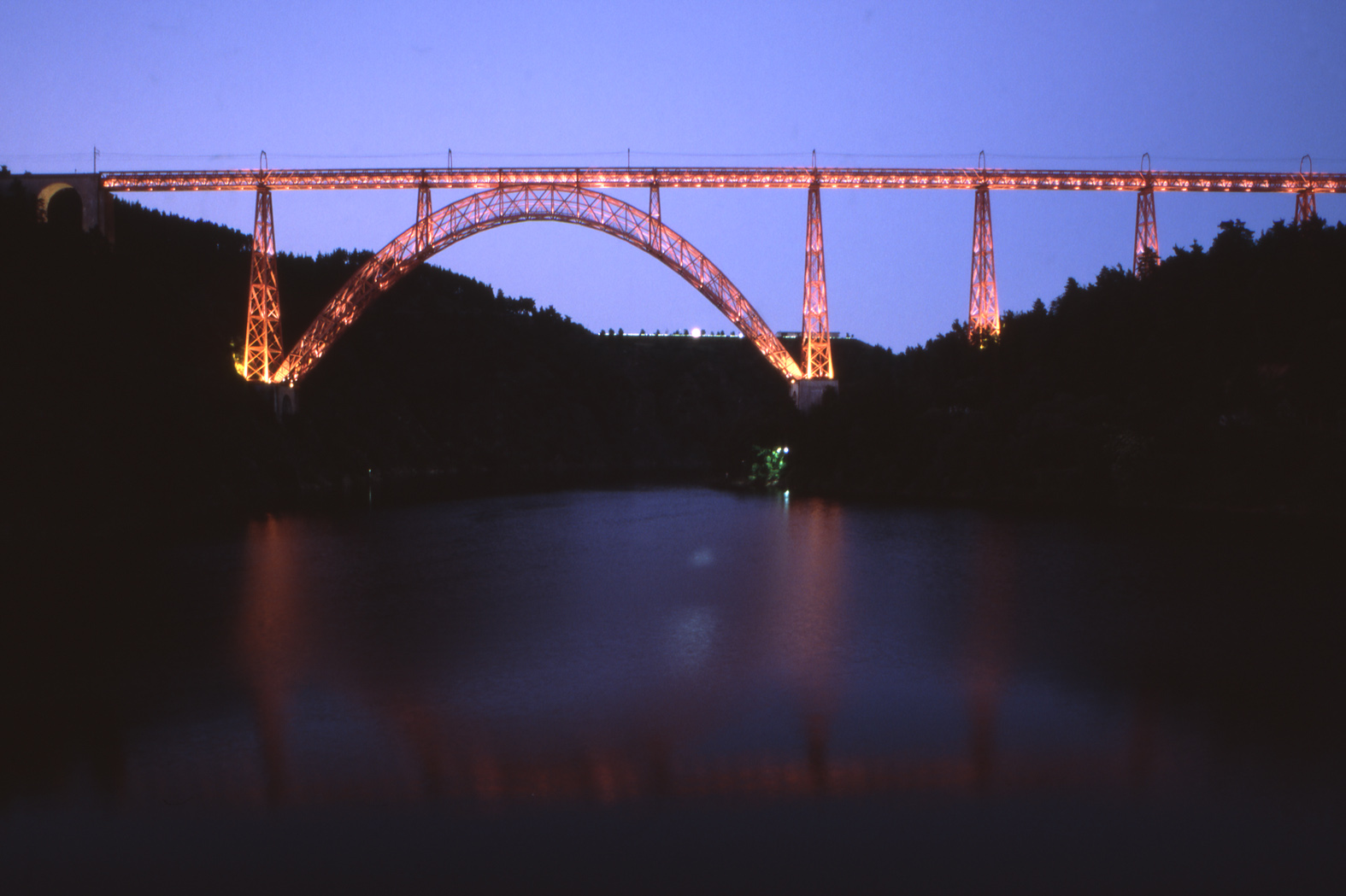
Виадук Гараби ночью
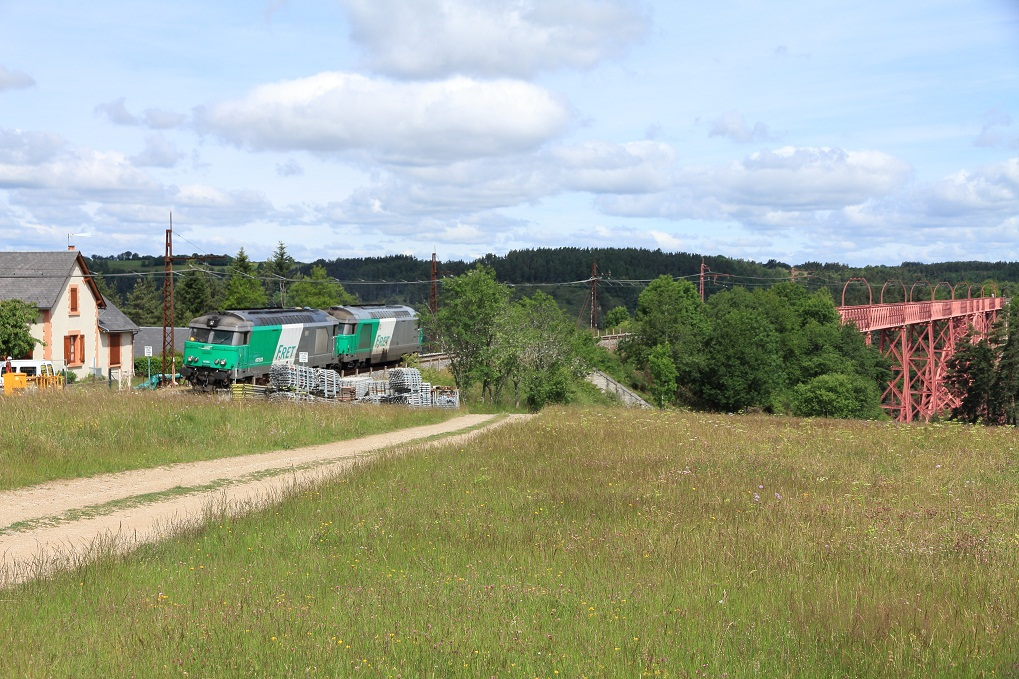
Вокзал Гараби
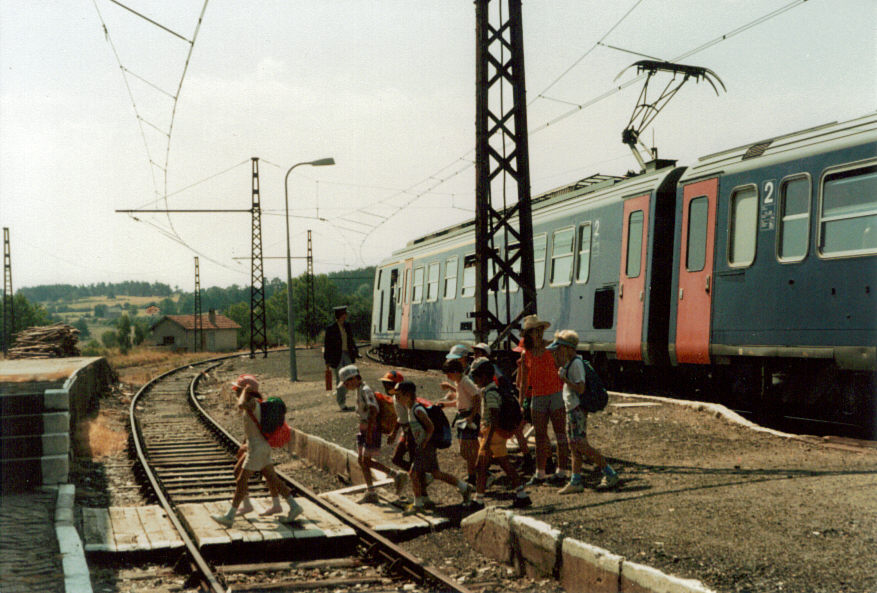
Вокзал Лубарес